# Petrell clapejat
El petrell clapejat (Pterodroma inexpectata) és un ocell marí de la família dels procel·làrids (Procellariidae), d'hàbits pelàgics, que habita per tot el Pacífic, encara a zones molt septentrionals o molt australs. Espècie endèmica de Nova Zelanda, cria a les illes properes a Fiordland, les illes Solander, les de l'estret de Foveaux, altres illes properes a Stewart i a les Snares.